# Alfred Neubauer
Alfred Neubauer (Nový Jičín, 29 marzo 1891 – Stoccarda, 22 agosto 1980) è stato un dirigente sportivo austriaco, famoso direttore sportivo della Mercedes-Benz nelle corse automobilistiche tra gli anni venti e cinquanta.

## Biografia
Nato sul finire dell'Ottocento a Nový Jičín, città dell'odierna Repubblica Ceca, ma all'epoca facente parte dell'Impero austro-ungarico. Personaggio di notevole stazza e per questo pittoresco, ma anche di carattere vulcanico, si ricorda la sua lite con il pilota italiano Luigi Fagioli, reo di non aver rispettato le posizioni di scuderia, al Gran Premio del Belgio 1935.
Nell'ambiente automobilistico era soprannominato Don Alfredo.

## Gli anni alla Mercedes-Benz
Gli anni delle frecce d'argento sono stati dominati da due scuderie di auto da corsa tedesche, tra loro rivali, la Mercedes-Benz ed Auto Union. Nella sua fase di maggior successo, i piloti del team Mercedes erano Rudolf Caracciola, Hermann Lang, Manfred von Brauchitsch e il britannico Richard Seaman. In particolare, Caracciola vinse per tre volte il titolo di Campione d'Europa (del tutto equivalente all'attuale Mondiale F1) nel 1935, nel 1937 e nel 1938.
Dopo la seconda guerra mondiale, Mercedes-Benz era ansiosa di tornare a correre il più presto possibile, ma una nuova formula è stata annunciata per il 1954, e non vi era tempo sufficiente per produrre un nuovo modello. Come una soluzione di compromesso, il design della Mercedes 300 fu adattato. Il risultato fu una macchina da corsa nuova, la Mercedes 300SL. Con questa vettura, la Mercedes ottenne vittorie alla Carrera Panamericana ed alla 24 ore di Le Mans.
Quando la Mercedes tornò a gareggiare nei Grand Prix nel 1954, le frecce d'argento nuovamente dimostrarono di essere superiori come lo erano stati prima della guerra. Juan Manuel Fangio fu Campione del mondo di Formula 1 nel 1954 e 1955.
Probabilmente il giorno più nero per Neubauer come manager è stata la 24 ore di Le Mans del 1955 divenuta tristemente famosa per il disastro di Le Mans del 1955, quando fu proprio una Mercedes 300SLR a catapultarsi in mezzo alla folla, uccidendo oltre 80 persone. Dopo la consultazione con i vertici di Stoccarda, Neubauer ritirò le vetture rimanenti dall'evento (assurdamente la corsa continuò), ma dopo quello shock di Le Mans, la Mercedes si ritirò dalle corse del tutto, e Alfred Neubauer andò in pensione.
A partire dal 1958, Neubauer pubblicò le sue memorie, poi raccolte in un libro dal giornalista Harvey T. Rowe, dal titolo "Männer frauen und motoren" ("Uomini, donne e motori"), regolarmente ristampato (l'edizione più recente è del 2011, ad opera della Motorbuch Verlag).